# Jean-Paul Pier
Jean-Paul Pier   (Esch-sur-Alzette, 5 de juliol de 1933 - Bettembourg, 14 de desembre de 2016) va ser un matemàtic luxemburguès especialista en anàlisi harmònica i història de les matemàtiques. Va realitzar diverses aportacions en el camp de les matemàtiques, entre les quals destaquen la creació d'un Seminari de Matemàtiques i l'organització de simposis i conferències per al desenvolupament de la recerca universitària sobre les matemàtiques a Luxemburg.

## Obres
- Amenable locally compact groups, Wiley, 1984.
- Amenable Banach algebras, Longman, 1988.
- L'Analyse harmonique. Son développement historique, Masson, 1990.
- Histoire de l'intégration, vingt-cinq siècles de mathématiques, Masson, 1996.
- Mathematical Analysis during the 20th century, Oxford University Press, 2001
- Mathématiques entre savoir et connaissance, Vuibert, 2006.
- Le Choix de la parole, Lethielleux/DDB, 2009.
- Development of Mathematics 1900-1950, editat per Jean-Paul Pier, Birkhäuser, 1994.
- Development of Mathematics 1950-2000 Arxivat 2016-12-20 at Archive.is, editat per Jean-Paul Pier, Birkhäuser, 2000.
- Gabriel Lippmann. Commémoration par la section des sciences naturelles, physiques et mathématiques de l’Institut grand-ducal de Luxembourg du 150e anniversaire du savant né au Luxembourg lauréat du prix Nobel en 1908, J.-P. Pier et J. A. Massard, éditeurs, 1997 (llegir en línia).